# Malone (Texas)
Malone is een plaats (town) in de Amerikaanse staat Texas, en valt bestuurlijk gezien onder Hill County.

## Demografie
Bij de volkstelling in 2000 werd het aantal inwoners vastgesteld op 278.
In 2006 is het aantal inwoners door het United States Census Bureau geschat op 305, een stijging van 27 (9,7%).

## Geografie
Volgens het United States Census Bureau beslaat de plaats een oppervlakte van
1,2 km², geheel bestaande uit land. Malone ligt op ongeveer 146 m boven zeeniveau.

## Plaatsen in de nabije omgeving
De onderstaande figuur toont nabijgelegen plaatsen in een straal van 20 km rond Malone.